# Виктория Василенко
Виктория Василенко  е българска пианистка, утвърдена на международната сцена. 

## Биография
Родена е на 9 декември 1992 г. в Бургас, България, в семейство на музиканти. Завършва Националното музикално училище „Любомир Пипков” в София (2011) при Антонина Бонева и Стела Димитрова-Майсторова.
Получава бакалавърска степен към факултет „Музика“ на Нов български университет. Паралелно с това завършва Музикалния колеж „Кралица София“ в Мадрид при проф. Дмитрий Башкиров и Клавирната академия „Лаго ди Комо“ в Италия. През 2019 завършва магистърска степен в Музикалната академия в Брюксел при проф. Боян Воденичаров. През 2021 прави специализация в Музикалния колеж „Кралица Елизабет“ – Ватерло (Белгия) в класа на проф. Луи Лорти и Аведис Коюмджиан.
Тя е лауреат на много национални и международни конкурси. Носител е на I награда на Международния конкурс „Джордже Енеску“  в Букурещ (Румъния), победител е на Клавирния конкурс-фестивал „Музикални четвъртъци“ в Женева (Швейцария).
От 2020 е хоноруван преподавател в клавирна катедра към Инструменталния факултет  на НМА „Проф. Панчо Владигеров”. През 2021 получава научната и образователна степен  „Доктор по музикознание и музикално изкуство“ с първия по мащабност труд на тема „Клавирните транскрипции по балети от руски композитори на Михаил Плетньов – аспекти на интерпретацията“. От юли 2019 е гост-преподавател по пиано и камерна музика на Лятната музикална академия и фестивал „Музика Мунди“ във Ватерло, Белгия. Води майсторски класове по пиано в НУМТИ „Добрин Петков“ като част от Международния музикален фестивал „Дни на музиката в Балабановата къща“ в Пловдив (2017), в Музикалната консерватория в Клуж – Румъния в рамките на фестивала „Джордже Енеску“ (2020), в Музикалната консерватория в Юрмала, Латвия (2021).
Виктория Василенко е носител на „Кристална лира“ за млад изпълнител на СБМТД за концертните сезони 2007-2008 и 2011-2012. Номинирана е от слушателите на Българското национално радио за „Млад музикант на годината” през 2009. През същата година става лауреат на Голямата награда на фондация „Димитър Бербатов“ за върхови постижения в областта на изкуствата. Носител е на наградата „Златен век“ за млад музикант с принос към културата и изкуството в България. През 2020 е удостоена със „Златно перо“ на Министерство на културата и Класик ФМ радио. Тя е първият Кавалер на Националната награда за млад талант в съвременното изкуство и наука на дарителски фонд „13 века България“ през 2021.
Концертира на прочути концертни сцени като: BOZAR, Flagey, Chateau du Lac, Ghent Opera House, Piano‘s Maene (Белгия), Alte Oper (Франкфурт), Auditorio Nacional (Мадрид) и Palau de Musica (Барселона), Atheneum (Букурещ), Teatro de la Maestranza (Севиля), NYUAD Art center (Абу-Даби) и др. Като солист е гастролирала с Брюкселски камерен оркестър, Валонски камерен оркестър, Кралски филхармоничен оркестър на Севиля, Камерен оркестър на Линкълнууд (САЩ), Кралски филхармоничен оркестър на Ливърпул, Филхармоничен оркестър „Джордже Енеску“ и др. Също със Симфоничен оркестър на Биел (Швейцария), с който през 2020 записва компактдиск (издаден от „Fuga Libera”) за проекта „Mozart double concertos“ съвместно с Луи Лорти.
Свири с прочути артисти като квартет Belcea, Огюстен Дюме, Александр Рам, Жером Перно и др. Част е от мащабния проект „Лудвиг ван Бетовен/Ференц Лист симфонии за соло пиано“ („Ruhr” Klavierfestival, Germany; AMIATA Piano festival, Toscana; Dresden Festival etc.), представляващ маратон на всички Бетовенови симфонии в изпълнение на пианисти със световни международни кариери. През 2022  става част от организацията и президент на журито на първия конкурс и академия за пианисти „ProPiano” в Санто Доминго, Доминиканска република.